# LOKI97
Meilleure cryptanalyse
cryptanalyse différentielle
LOKI97 est un algorithme de chiffrement par bloc qui était candidat au concours AES. Il fait partie de la même famille que LOKI89 et LOKI 91. LOKI97 a été conçu par Lawrie Brown avec l'aide de Jennifer Seberry et Josef Pieprzyk

## Fonctionnement
LOKI97 reprend les spécificités des précédents LOKI, à savoir un réseau de Feistel de 16 tours comme DES. Pour satisfaire les contraintes de AES, LOKI97 a une taille de bloc de 128 bits et peut supporter des clés de 128, 192 ou 256 bits. À chaque tour, LOKI97 fait appel à deux couches de substitution-permutation. Le key schedule est basé sur un réseau de Feistel, « non-équilibré » (il traite deux sous-blocs de tailles différentes) contrairement au réseau principal. 
La fonction de tour de LOKI97 travaille avec deux colonnes disposant de plusieurs copies de deux S-Boxes. Ces S-Boxes sont hautement non-linéaire. Les permutations placées avant et après permettent d'avoir une diffusion plus rapide des sorties des S-Boxes. 
Les auteurs ont déclaré que « LOKI97 était un algorithme non-propriétaire, utilisable partout sans royalties, et destiné à être un remplaçant de DES ou d'autres chiffrements par bloc ». Le but de LOKI97 était surtout de proposer une évolution de LOKI91. 
En tant que premier candidat à entrer dans la compétition pour AES, il fut rapidement cryptanalysé et attaqué. Une attaque différentielle efficace proposée par Vincent Rijmen et Lars Knudsen en 1999 l'a rapidement écarté pour les phases ultérieures du concours.